# Filip Hronek
Filip Hronek (* 2. listopadu 1997, Hradec Králové) je český hokejový obránce a reprezentant, od března 2023 hráč kanadského klubu Vancouver Canucks.

## Hráčská kariéra
Je odchovancem týmu HC VCES Hradec Králové, kde prošel všemi mládežnickými výběry. V sezoně 2014/15 pomohl královéhradecké juniorce k postupu do extraligy a zároveň si odbyl debut v dresu "áčka" v nejvyšší soutěži. V následujícím ročníku rovněž pomáhal Stadionu Litoměřice, prvoligové farmě Hradce. V roce 2016 byl ve 2. kole jako celkově 53. draftován Detroitem Red Wings z NHL. V červenci 2016 se s vedením Detroitu dohodl na tříletém nováčkovském kontraktu. Sezonu 2016/17 strávil v mužstvech Saginaw Spirit (OHL) a Grand Rapids Griffins, se kterým získal Calderův pohár pro vítěze AHL.
Premiéru v NHL zaznamenal 4.10.2018 proti Colombusu Blue Jackets, kdy Detroit padl 2:3 v prodloužení. Svůj první bod zaznamenal 12.10.2018 proti Torontu Maple Leafs, kdy nahrál na gol Dylanu Larkinovi. Detroit ale ten den prohrál 3:5. První branku v NHL poté zaznamenal 13.10.2018 proti Bostonu. David Pastrňák ale ten večer vstřelil hattrick a Detroit prohrál i toto klání.
Filip Hronek byl členem reprezentace na MS 2019 na Slovensku. Byl vyhlášen v 21 letech nejlepším obráncem celého šampionátu, z obránců měl nejvíce bodů, 10 zápasů 11 bodů. Následující sezónu se stal kapitánem české reprezentace na Karjala Cupu 2020 v utkání proti Rusku. Česká republika na turnaji vybojovala 2. místo, Filip Hronek byl zvolen nejlepším obráncem turnaje.
V březnu roku 2023 zažil svou první výměnu z Detroitu Red Wings byl vyměněn do kanadského klubu Vancouver Canucks. V červnu 2024 podepsal s Vancouverem osmiletou smlouvu na 7,25 milionu dolarů ročně.
V listopadu 2024 utrpěl dvě různá zranění a více než 6 týdnů nenastoupil do zápasu. V lednu 2025 byl poslán do farmářského klubu Abbotsford Canucks, aby nabral potřebnou kondici. Za Abbotsford Canucks neodehrál žádný zápas v American Hockey League, sezónu dohrál v hlavním týmu Vancouver Canucks.

## Ocenění a úspěchy
- 2015 ČHL-18 – Nejlepší hráč v pobytu na ledě (+/-)
- 2015 Postup s týmem Mountfield HK do ČHL–20
- 2017 OHL – Třetí All-Star Tým
- 2017 MSJ – Top tří nejlepších hráčů v týmu
- 2018 AHL – All-Rookie Tým
- 2019 MS – All-Star Tým
- 2019 MS – Nejlepší obránce
- 2019 MS – Nejlepší nahrávač mezi obránci
- 2019 MS – Nejproduktivnější obránce
- 2021 MS – Top tří hráčů v týmu

## Prvenství
- Debut v NHL - 4. října 2018 (Detroit Red Wings proti Columbus Blue Jackets)
- První asistence v NHL - 11. října 2018 (Detroit Red Wings proti Toronto Maple Leafs)
- První gól v NHL - 13. října 2018 (Boston Bruins proti Detroit Red Wings, finskému brankáři Tuukka Rask)

## Klubové statistiky
| Sezóna      | Klub                  | Soutěž      |     | Základní část | Základní část | Základní část | Základní část | Základní část |   | Play off | Play off | Play off | Play off | Play off |
| Sezóna      | Klub                  | Soutěž      | Z   | G             | A             | B             | TM            | Z             | G | A        | B        | TM       |          |          |
| 2014/2015   | Mountfield HK         | ČHL         | 1   | 0             | 0             | 0             | 2             | —             | — | —        | —        | —        |          |          |
| 2015/2016   | Mountfield HK         | ČHL         | 40  | 0             | 4             | 4             | 22            | —             | — | —        | —        | —        |          |          |
| 2015/2016   | HC Stadion Litoměřice | 1.ČHL       | 12  | 2             | 2             | 4             | 18            | —             | — | —        | —        | —        |          |          |
| 2016/2017   | Saginaw Spirit        | OHL         | 59  | 14            | 47            | 61            | 60            | —             | — | —        | —        | —        |          |          |
| 2016/2017   | Grand Rapids Griffins | AHL         | 10  | 1             | 1             | 2             | 4             | 2             | 0 | 0        | 0        | 6        |          |          |
| 2017/2018   | Grand Rapids Griffins | AHL         | 67  | 11            | 28            | 39            | 44            | 5             | 0 | 1        | 1        | 14       |          |          |
| 2018/2019   | Detroit Red Wings     | NHL         | 46  | 5             | 18            | 23            | 30            | —             | — | —        | —        | —        |          |          |
| 2018/2019   | Grand Rapids Griffins | AHL         | 29  | 7             | 17            | 24            | 45            | 5             | 0 | 3        | 3        | 28       |          |          |
| 2019/2020   | Detroit Red Wings     | NHL         | 65  | 9             | 22            | 31            | 46            | —             | — | —        | —        | —        |          |          |
| 2020/2021   | Mountfield HK         | ČHL         | 22  | 10            | 13            | 23            | 18            | —             | — | —        | —        | —        |          |          |
| 2020/2021   | Detroit Red Wings     | NHL         | 56  | 2             | 24            | 26            | 16            | —             | — | —        | —        | —        |          |          |
| 2021/2022   | Detroit Red Wings     | NHL         | 78  | 5             | 33            | 38            | 36            | —             | — | —        | —        | —        |          |          |
| 2022/2023   | Detroit Red Wings     | NHL         | 60  | 9             | 29            | 38            | 34            | —             | — | —        | —        | —        |          |          |
| 2022/2023   | Vancouver Canucks     | NHL         | 4   | 0             | 1             | 1             | 0             | —             | — | —        | —        | —        |          |          |
| 2023/2024   | Vancouver Canucks     | NHL         | 81  | 5             | 43            | 48            | 38            | 13            | 1 | 1        | 2        | 6        |          |          |
| 2024/2025   | Vancouver Canucks     | NHL         | 61  | 5             | 28            | 33            | 40            | —             | — | —        | —        | —        |          |          |
| NHL celkově | NHL celkově           | NHL celkově | 451 | 40            | 198           | 238           | 240           | 13            | 1 | 1        | 2        | 6        |          |          |

## Reprezentace
| Rok                       | Tým                       | Soutěž                    | Z  | G | A  | B  | TM |
| ------------------------- | ------------------------- | ------------------------- | -- | - | -- | -- | -- |
| 2015                      | Česko 18                  | MS-18                     | 5  | 0 | 3  | 3  | 6  |
| 2016                      | Česko 20                  | MSJ                       | 5  | 0 | 2  | 2  | 4  |
| 2017                      | Česko 20                  | MSJ                       | 5  | 2 | 2  | 4  | 10 |
| 2018                      | Česko                     | MS                        | 8  | 1 | 2  | 3  | 2  |
| 2019                      | Česko                     | MS                        | 10 | 3 | 8  | 11 | 22 |
| 2021                      | Česko                     | MS                        | 7  | 1 | 3  | 4  | 4  |
| 2022                      | Česko                     | MS                        | 10 | 0 | 2  | 2  | 0  |
| 2025                      | Česko                     | MS                        | 8  | 0 | 6  | 6  | 4  |
| Juniorská kariéra celkově | Juniorská kariéra celkově | Juniorská kariéra celkově | 15 | 2 | 7  | 9  | 20 |
| Seniorská kariéra celkově | Seniorská kariéra celkově | Seniorská kariéra celkově | 43 | 5 | 21 | 26 | 32 |

## Osobní život
Jeho přítelkyní je Dominika Benáková, která je II. vicemiss České republiky 2019.